# مقاطعة ريفية
كانت المقاطعات الريفية نوعًا من أنواع مناطق الحكومة المحلية - تم إلغاؤه الآن - في نهاية القرن التاسع عشر في إنجلترا وويلز وأيرلندا لإدارة المناطق التي يغلب عليها الطابع الريفي على المستوى الأقل من المقاطعات الإدارية.

## إنجلترا وويلز
في إنجلترا وويلز، تم إنشاء هذه المقاطعات في عام 1894 (من خلال قانون الحكومة المحلية لعام 1894) بالإضافة إلى المقاطعات الحضرية. وقد حلت محل النظام السابق الخاص بالأحياء الصحية (التي كانت تعتمد ذاتها على اتحاد قانون الفقراء، ولكنها لا تحل محلها).
وقد كانت المقاطعات الريفية تنتخب مجالس المقاطعات الريفية  (RDC)، والتي ورثت وظائف المقاطعات الصحية السابقة، إلا أنها كانت لها سلطات أكبر على أمور مثل التخطيط المحلي وومقار المجالس والملاعب والمقابر. وقد كانت أمور مثل التعليم والطرق تخضع لمسئولية مجالس المقاطعات.
وحتى عام 1930، كان أعضاء مجالس المقاطعات الريفية كذلك أوصياء على قانون الفقراء للاتحادات التي كانوا يشكلون جزءًا منها. وكان يتم تمثيل الإبراشيات من خلال عضو أو أكثر من أعضاء المجالس.
في الأساس، كانت هناك 787 مقاطعة ريفية في إنجلترا وويلز، لأنها كانت تعتمد بشكل مباشر على المقاطعات الصحية واتحادات قانون الفقراء التي كانت تسبقها. وقد أدى التحضر التدريجي على مدار العقود التالية إلى إعادة تعريف بعض المقاطعات الريفية لتصبح مقاطعات حضرية أو دمجها مع المقاطعات الحضرية أو الأقسام الحضرية الموجودة. وقد اتضح أن بعض المقاطعات الريفية الأخرى صغيرة للغاية أو فقيرة للغاية بحيث لا يمكن أن توجد. وبموجب قانون الحكومة المحلية لعام 1929، تم إلغاء 236 مقاطعة ريفية وتم دمجها في وحدات أكبر منها. وقد حدثت المزيد من عمليات الدمج على مدار العقود التالية، وبحلول عام 1965، كان عدد المقاطعات قد قل ليصل إلى 473 مقاطعة.
وكان الشكل النموذجي لمقاطعة ريفية يشبه الكعك المحلى (الدونت) الدائري حول مدينة (يمكن أن تكون مقاطعة حضرية (بريطانيا العظمى وأيرلندا)|مقاطعة حضرية أو منطقة إدارية بلدية). ومن الأمثلة الجيدة لذلك مقاطعة ميلتون وبيلفوير الريفية، التي كانت تحيط بمدينة ميلتون موبراي. وقد تمت تجزئة بعض المقاطعات الريفية، حيث كانت تتكون من مجموعة من منعزل|الأجزاء المنفصلة، مثل مقاطعة ويجان الريفية. وبعض المقاطعات الريفية كان لها شكل أكثر استدارة، وكانت تحتوي على مدينة صغيرة أو قرية كمركز إداري.
وقد كانت بعض المقاطعات الريفية القليلة تتكون من أبرشية واحدة فقط (على سبيل المثال، مقاطعة تينتويسل الريفية وألستون مور|مقاطعة ألستون مع جاريجيل الريفية ومقاطعة ساوث ميمز الريفية ومقاطعة كينجز لين الريفية وديزلي|مقاطعة ديزلي الريفية ومقاطعة كراونلاند الريفية). وفي تلك المقاطعات، لم يكن هناك مجلس إبرشية منفصل، وكان مجلس المقاطعة الريفية يمارس وظائفه.
في عام 1974، تم إلغاء كل المقاطعات الريفية في إنجلترا وويلز (من خلال قانون الحكومة المحلية لعام 1972) وتم دمجها بشكل نموذجي مع المقاطعات الحضرية أو الأقسام الإدارية القريبة منها من أجل تشكيل "مقاطعات إنجلترا|المقاطعات"، التي كانت تشتمل على المناطق الحضرية والريفية.
يرجى الاطلاع على قائمة المقاطعات الريفية في إنجلترا وويلز بين عامي 1894 و1930 للتعرف على المقاطعات التي تم إنشاؤها في عام 1894، وقائمة المقاطعات الريفية والحضرية في إنجلترا وقائمة المقاطعات الريفية والحضرية في ويلز للتعرف على قائمة بالمقاطعات الريفية التي تم إلغاؤها في عام 1974.

## أيرلندا
في أيرلندا، تم إنشاء المقاطعات الريفية في عام 1898 بموجب قانون الحكومة المحلية (أيرلندا) لعام 1898. وقد تم تقسيمها إلى التقسيمات الانتخابية للمقاطعة.
وبعد تقسيم أيرلندا، تم إلغاء المقاطعات الريفية في الدولة الأيرلندية الحرة في عام 1925، من خلال قانون الحكومة المحلية لعام 1925، وسط اتهامات واسعة النطاق بالفساد. وقد تم نقل وظائفها إلى مجالس المقاطعة. (في مقاطعة دبلن بقت كما هي حتى عام 1930). وقد استمر استخدام الحدود السابقة للمقاطعات الريفية في جمهورية أيرلندا من أجل الأغراض الإحصائية وتحديد الدوائر الانتخابية
وفي أيرلندا الشمالية، استمر وجود المقاطعات الريفية حتى عام 1973، عندما تم إلغاؤها (بالإضافة إلى كل الحكومات المحلية الأخرى ذات النمط القديم) وتم استخدام نظام المقاطعات القائمة على الوحدات.
انظر: قائمة المقاطعات الريفية والحضرية في أيرلندا الشمالية.